# Pteroeides triangulum
Pteroeides triangulum är en korallart som beskrevs av Tixier-Durivault 1972. Pteroeides triangulum ingår i släktet Pteroeides och familjen Pennatulidae. Inga underarter finns listade i Catalogue of Life.